# میزوهو، گیفو
میزوهو در استان گیفو در کشور ژاپن واقع شده‌است  که دارای جمعیت ۵۱٬۲۳۰ نفر و مساحت ۲۸٫۱۸ کیلومتر مربع با تراکم جمعیت ۱٬۸۱۸  نفر در کیلومترمربع است و در تاریخ ۱ مه ۲۰۰۳ به عنوان شهر شناخته شد.